# Ołeksandriwka (rejon krzemieńczucki)
Ołeksandriwka (ukr. Олександрівка) – wieś na Ukrainie, w obwodzie połtawskim, w rejonie krzemieńczuckim, w hromadzie Nowa Hałeszczyna. W 2001 liczyła 221 mieszkańców, wśród których 201 wskazało jako ojczysty język ukraiński, a 20 rosyjski.